# مانجال باندي
مانجال باندي كان مناضلًا هنديًا من أجل الحريَّة حيث لعب دوراً مهماً في النِّضال الأوَّل من أجل حريَّة الهند عام 1857. كان جندياً ضمن فرقة المشاة البنغاليَّة الرَّابعة والثَّلاثين التَّابعة لشركة الهند الشرقيَّة. وصفه الحكم البريطاني في ذلك الوقت بأنَّه متمرد، بينما المواطن الهندي احترمه لدوره كبطل للنِّضال من أجل الحرية. في عام 1984 قامت حكومة الهند بإرسال طابع بريدي تكريماً له لدوره الفعَّال من أجل النِّضال لحريَّة الهند.
رفض مانجال باندي أن يقوم بعض الخرطوشة الموجودة في دهن البقر، بالتَّالي قاموا باعتقاله وإعدامه في 8 أبريل 1857.

## النشأة

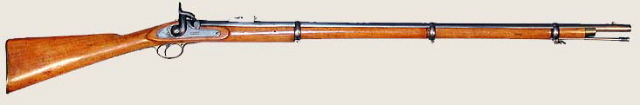
نموذج 1853 بندقية إنفيلد المسدسة

ولد مانجال باندي في الهند في قرية تسمَّى ناجوا في حي باليا في أتر برديش في عائلة تسمَّى «براهمين»،  كان اسم والده ديواكار باندي، لكونه «براهمين» تمَّ تجنيد مانغال باندي في جيش شركة الهند الشرقية البريطانيَّة من ضمن مشاة البنغال الأصليين عن عمر يناهز 22 عاماً في الكتيبة عام 1849، بحيث تمَّ تجنيد عدد كبير من البراهمين.

## ثورة 1857
كان سبب بداية التَّمرد البندقيَّة، قاموا بإعطاء الجنود بندقية إنفليد نموذج 1853 كان عيار 0.577 الذي كان قوياً ودقيقاً مستخدماً لعقود عديدة ضدَّ براون بيس
استخدمت البندقية الجديدة الطريقة الحديثة لإطلاق النَّار (غطاء مجعَّد) لكن كانت عملية ملء قرص البندقيَّة قديمة.
إن بندقيَّة إنفليد الجديدة يجب عليك لتملأها أن تقوم بفتح الخرطوشة وتضع الخرطوشة عن طريق ملء الذَّخيرة المملوءة في خرطوم البندقية.
الغطاء الخارجي سميك بحيث يقوم بحفظ تسرُّب المياه منه، انتشرت إشاعة بين الجنود أنَّ في الخرطوشة دهن مصنوع من لحم الخنزير والبقر.
في 29 مارس 1857 هاجم مانجال باندي، الذي من سكان دوغوا رحيمبور (فايز آباد) بالقرب من باراكبور باريد جراوند، كالكاتا، وأصاب ضابط الفوج الملازم باغ.
بحسب الجنرال جون هيرسيي كان مانغال باندي بحالة من الجنون الديني، فقد قام الجنرال جامادار إيشواري براساد بترتيب اعتقال مانجال باندي لكن الزاميندار رفض.
رفضت الأفواج بأكملها إعتقال مانجال باندي باستثناء شرطي واحد الشيخ بالتو. طلب مانجال باندي من أصدقائه التمرُّد علانيَّة لكنَّهم رفضوا فحاول أن ينتحر.
لكن أصيب وحده في محاولته. في 6 أبريل 1857، تمَّ محاكمة مانجال باندي العسكريَّة وقاموا باعدامه في 8 أبريل.

## نتيجة التَّمرد
لم تنطفئ شرارة التَّمرد التي حرَّكها مانجال باندي.
بعد شهر، في 10 مايو 1857، حصل تمرُّد في معسكر ميروت الذي كان بقيادة كوتوال دهانسينج غورجار.
وكان جورجر دانسينج كوتوال بمثابة أب، حيث انتشرت الضجة في كل جميع أنحاء شمال الهند عند رؤيته بحيث وصلت رسالة واضحة إلى للبريطانيين فهموا أن حكم الهند لم يعد سهلاً كما اعتقدوا.
بعد ذلك فقط، تمَّ تنفيذ أربعة وثلاثون ألفًا وسبعمائة وخمسة وثلاثين قانوناً إنجليزياً في هندوستان لكي لا يتجرأ أي جندي آخر مثل مانجال باندي التمرُّد ضدَّ الحكام الهنود مرَّة أخرى.